# Bonboillon
Cet article possède un paronyme, voir Montboillon.
Bonboillon [bɔ̃bwajɔ̃] est une commune française située dans le département de la Haute-Saône, la région culturelle et historique de Franche-Comté et la région administrative Bourgogne-Franche-Comté.

## Géographie

### Localisation

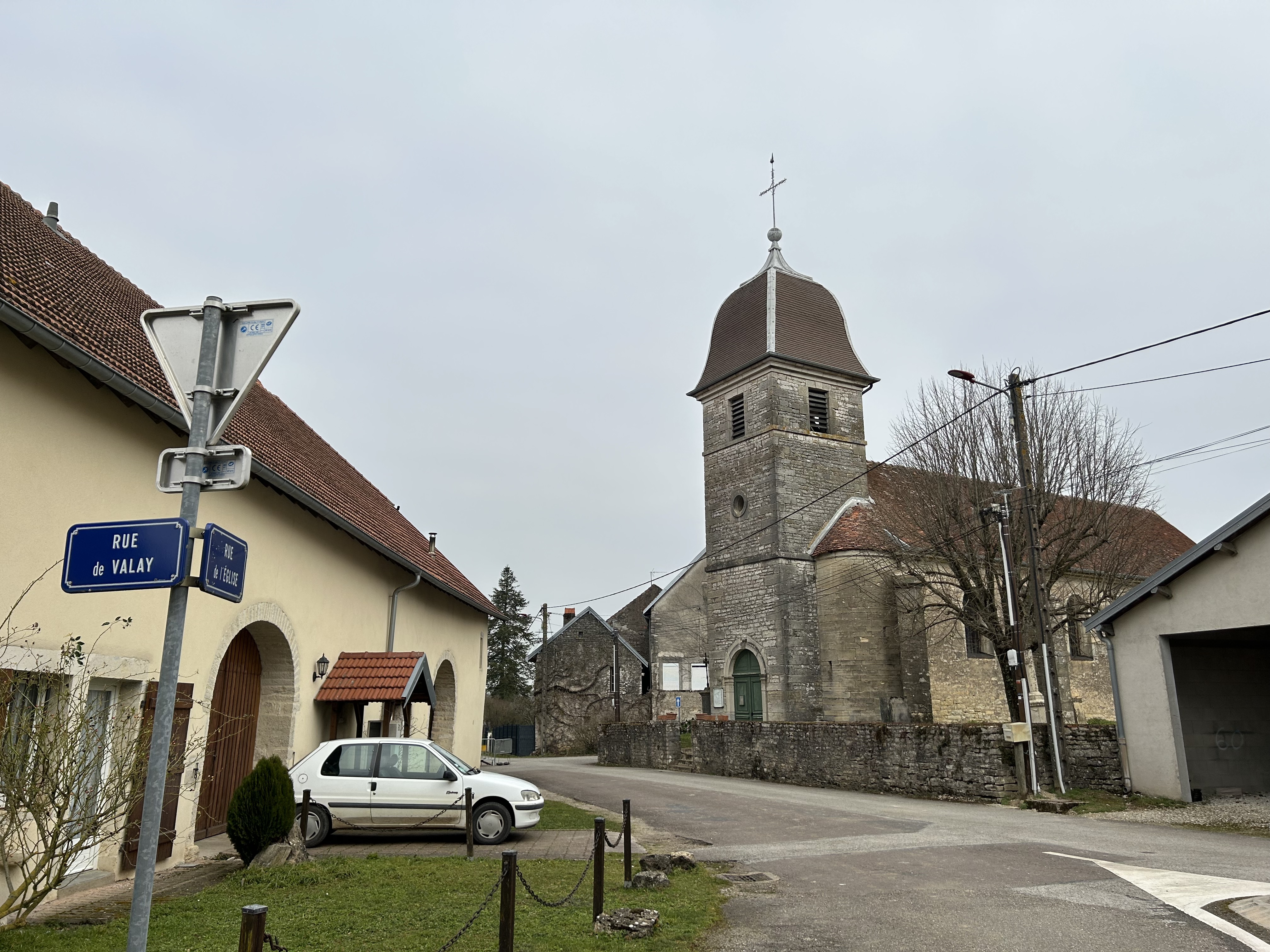
Le centre du village.

Bonboillon est un village de Franche-Comté situé à 15 km à vol d'oiseau au sud-est de Gray, 46 km au sud-ouest de Vesoul, 26 km au nord-ouest de Besançon, 31 km de Dole, 49 km à l'est de Dijon et 64 km au sud-est de Langres.
Il se trouve dans l'Aire d'attraction de Besançon et dans la zone d'emploi de cette ville, ainsi que dans le bassin de vie de Marnay

### Communes limitrophes
Les communes limitrophes sont Cugney, Chancey, Hugier, Tromarey et Venère.

### Géologie et relief
La superficie de la commune est de 4,44 km2 ; son altitude varie de 242  à   297 mètres.

### Hydrographie
La commune est dépourvue de cours d'eau.

### Climat
Pour des articles plus généraux, voir Climat de la Bourgogne-Franche-Comté et Climat de la Haute-Saône.
En 2010, le climat de la commune est de type climat des marges montargnardes, selon une étude du Centre national de la recherche scientifique s'appuyant sur une série de données couvrant la période 1971-2000. En 2020, Météo-France publie une typologie des climats de la France métropolitaine dans laquelle la commune est exposée à un climat semi-continental et est dans la région climatique Lorraine, plateau de Langres, Morvan, caractérisée par un hiver rude (1,5 °C), des vents modérés et des brouillards fréquents en automne et hiver.
Pour la période 1971-2000, la température annuelle moyenne est de 10,2 °C, avec une amplitude thermique annuelle de 17,6 °C. Le cumul annuel moyen de précipitations est de 1 011 mm, avec 12,6 jours de précipitations en janvier et 9,2 jours en juillet. Pour la période 1991-2020, la température moyenne annuelle observée sur la station météorologique de Météo-France la plus proche, « Cugney », sur la commune de Cugney à 3 km à vol d'oiseau, est de 11,2 °C et le cumul annuel moyen de précipitations est de 958,2 mm. 
La température maximale relevée sur cette station est de 40 °C, atteinte le 31 juillet 2020 ; la température minimale est de −17 °C, atteinte le 20 décembre 2009,,.
Les paramètres climatiques de la commune ont été estimés pour le milieu du siècle (2041-2070) selon différents scénarios d'émission de gaz à effet de serre à partir des nouvelles projections climatiques de référence DRIAS-2020. Ils sont consultables sur un site dédié publié par Météo-France en novembre 2022.

## Urbanisme

### Typologie
Au 1er janvier 2024, Bonboillon est catégorisée commune rurale à habitat dispersé, selon la nouvelle grille communale de densité à sept niveaux définie par l'Insee en 2022.
Elle est située hors unité urbaine. Par ailleurs la commune fait partie de l'aire d'attraction de Besançon, dont elle est une commune de la couronne,. Cette aire, qui regroupe 310 communes, est catégorisée dans les aires de 200 000 à moins de 700 000 habitants,.

### Occupation des sols

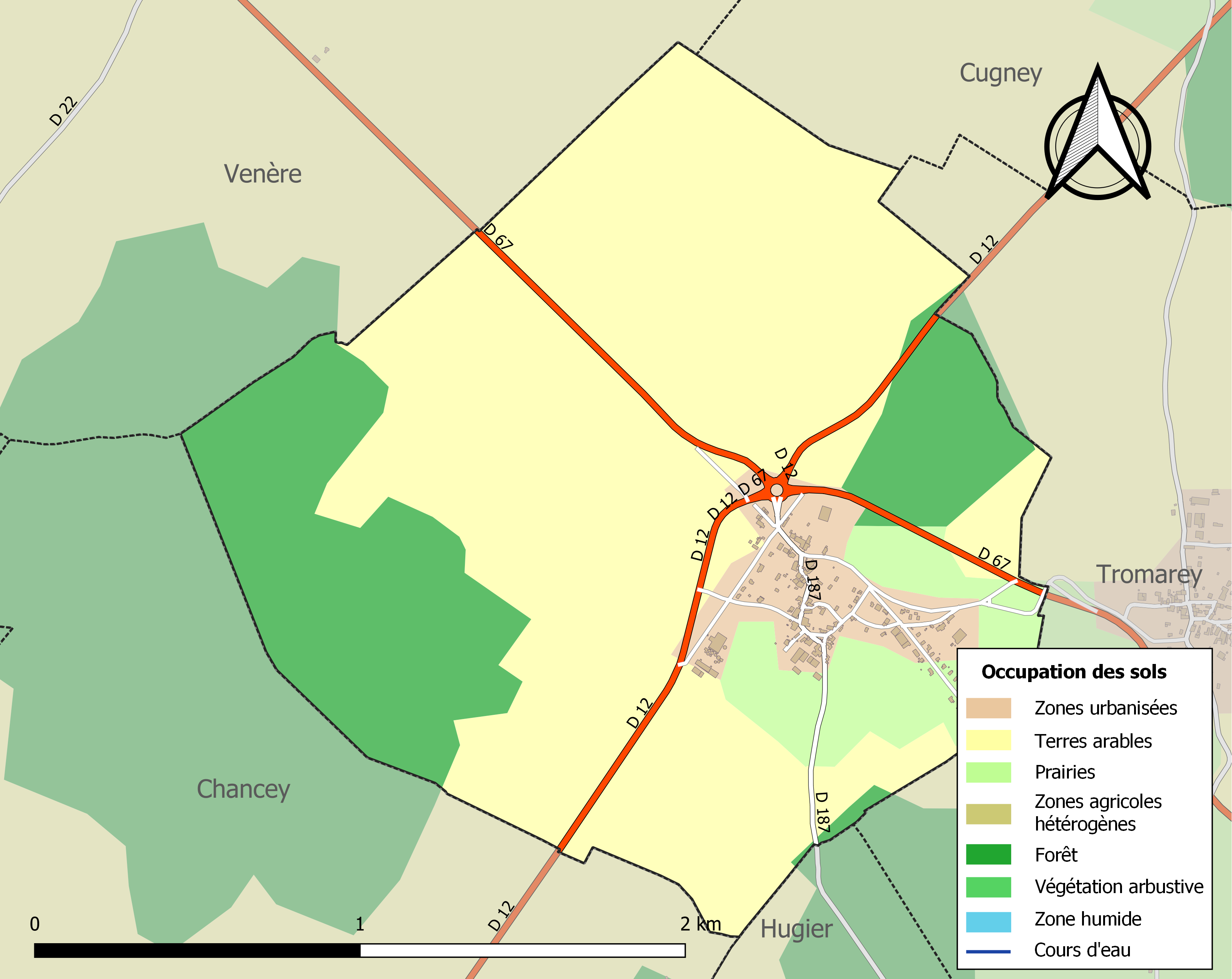
Carte des infrastructures et de l'occupation des sols de la commune en 2018 (CLC).

L'occupation des sols de la commune, telle qu'elle ressort de la base de données européenne d’occupation biophysique des sols Corine Land Cover (CLC), est marquée par l'importance des territoires agricoles (71,8 % en 2018), une proportion sensiblement équivalente à celle de 1990 (72,5 %). La répartition détaillée en 2018 est la suivante : 
terres arables (63,7 %), forêts (21,7 %), prairies (8,1 %), zones urbanisées (6,6 %). L'évolution de l’occupation des sols de la commune et de ses infrastructures peut être observée sur les différentes représentations cartographiques du territoire : la carte de Cassini (XVIIIe siècle), la carte d'état-major (1820-1866) et les cartes ou photos aériennes de l'IGN pour la période actuelle (1950 à aujourd'hui).

### Habitat et logement
En 2020, le nombre total de logements dans la commune était de 87, alors qu'il était de 78 en 2015 et de 66 en 2010.
Parmi ces logements, 89,7 % étaient des résidences principales, 5,9 % des résidences secondaires et 4,4 % des logements vacants. Ces logements étaient pour 90,8 % d'entre eux des maisons individuelles et pour 8 % des appartements.
Le tableau ci-dessous présente la typologie des logements à Bonboillon en 2020 en comparaison avec celle de la Haute-Saône et de la France entière. Une caractéristique marquante du parc de logements est ainsi la faible proportion des résidences secondaires et logements occasionnels (5,9 %) par rapport au département (6,2 %) et à la France entière (9,7 %).
| Typologie                                               | Bonboillon | Haute-Saône | France entière |
| ------------------------------------------------------- | ---------- | ----------- | -------------- |
| Résidences principales (en %)                           | 89,7       | 83          | 82,1           |
| Résidences secondaires et logements occasionnels (en %) | 5,9        | 6,2         | 9,7            |
| Logements vacants (en %)                                | 4,4        | 10,7        | 8,2            |

### Voies de communication et transports
Bonboillon est située au croisement de la RD 67 (Gray - Besançon) et de la RD 12 (Gy - Pesmes).

## Politique et administration

### Rattachements administratifs et électoraux

#### Rattachements administratifs
La commune fait partie de l'arrondissement de Vesoul du département de la Haute-Saône,  en région Bourgogne-Franche-Comté.
Elle fait partie depuis 1826 du canton de Marnay. Dans le cadre du redécoupage cantonal de 2014 en France, cette circonscription administrative territoriale a disparu, et le canton n'est plus qu'une circonscription électorale.

#### Rattachements électoraux
Pour les élections départementales, la commune fait partie depuis 2014 d'un nouveau canton de Marnay, porté de 18 à 50 communes.
Pour l'élection des députés, elle fait partie de la première circonscription de la Haute-Saône.

### Intercommunalité

Carte départementale représentant en rouge les communes de la communauté de communes du Val marnaysien de Haute-Saône et en marron celles du Doubs.

Bonboillon était membre de la communauté de communes de la vallée de l'Ognon, un établissement public de coopération intercommunale (EPCI) à fiscalité propre créé fin 2002 et auquel la commune avait transféré un certain nombre de ses compétences, dans les conditions déterminées par le code général des collectivités territoriales.
Conformément aux prescriptions de la loi de réforme des collectivités territoriales du 16 décembre 2010, qui a prévu le renforcement et la simplification des intercommunalités et la constitution de structures intercommunales de grande taille, celle-ci a fusionné avec d'autres pour former, le 1er janvier 2014 la communauté de communes du Val marnaysien, dont la commune est désormais membre.

### Liste des maires
| Période                                  | Période                        | Identité          | Étiquette | Qualité                                                     |
| ---------------------------------------- | ------------------------------ | ----------------- | --------- | ----------------------------------------------------------- |
| Les données manquantes sont à compléter. |                                |                   |           |                                                             |
|                                          |                                |                   |           |                                                             |
| 1947                                     | 1971                           | Charles Contant   |           |                                                             |
| 1971                                     | 1983                           | Amédée Constantin |           |                                                             |
| mars 1983                                | juin 1995                      | Léon Sautenet     |           |                                                             |
| juin 1995                                | mars 2001                      | Joël Baussain     |           |                                                             |
| mars 2001                                | mars 2008                      | François Perez    |           |                                                             |
| mars 2008                                | mai 2020                       | Jean Lucot        |           |                                                             |
| mai 2020                                 | janvier 2023                   | Johan Fule        |           | Technicien Démissionnaire                                   |
| avril 2023                               | En cours (au 30 novembre 2023) | Aline Mulin       |           | Employée civile ou agent de service de la fonction publique |

## Population et société
Les habitants sont appelés les Bonboillonnais.

### Démographie
L'évolution du nombre d'habitants est connue à travers les recensements de la population effectués dans la commune depuis 1793. Pour les communes de moins de 10 000 habitants, une enquête de recensement portant sur toute la population est réalisée tous les cinq ans, les populations de référence des années intermédiaires étant quant à elles estimées par interpolation ou extrapolation. Pour la commune, le premier recensement exhaustif entrant dans le cadre du nouveau dispositif a été réalisé en 2006.

En 2022, la commune comptait 198 habitants, en évolution de −0,5 % par rapport à 2016 (Haute-Saône : −1,4 %, France hors Mayotte : +2,11 %).
| 1793 | 1800 | 1806 | 1821 | 1831 | 1836 | 1841 | 1846 | 1851 |
| ---- | ---- | ---- | ---- | ---- | ---- | ---- | ---- | ---- |
| 215  | 195  | 213  | 255  | 301  | 270  | 254  | 270  | 265  |

| 1856 | 1861 | 1866 | 1872 | 1876 | 1881 | 1886 | 1891 | 1896 |
| ---- | ---- | ---- | ---- | ---- | ---- | ---- | ---- | ---- |
| 261  | 238  | 256  | 238  | 237  | 214  | 199  | 189  | 177  |

| 1901 | 1906 | 1911 | 1921 | 1926 | 1931 | 1936 | 1946 | 1954 |
| ---- | ---- | ---- | ---- | ---- | ---- | ---- | ---- | ---- |
| 173  | 153  | 146  | 122  | 125  | 115  | 97   | 86   | 117  |

| 1962 | 1968 | 1975 | 1982 | 1990 | 1999 | 2006 | 2011 | 2016 |
| ---- | ---- | ---- | ---- | ---- | ---- | ---- | ---- | ---- |
| 92   | 82   | 43   | 64   | 86   | 103  | 140  | 197  | 199  |

| 2021 | 2022 | - | - | - | - | - | - | - |
| ---- | ---- | - | - | - | - | - | - | - |
| 198  | 198  | - | - | - | - | - | - | - |

### Manifestations culturelles et festivités
Sur la place du village se déroulait il y a encore une vingtaine d'années le traditionnel bal du village (à la fête patronale le 6 décembre). Depuis presque 20 ans maintenant, ce petit village a trouvé une nouvelle animation : début juin, il organise un grand vide-grenier.

### Cultes
Pour le culte catholique, les fidèles sont refgroupés au sein de l'unité pastorale de Marnay-Recologne du diocèse de Besançon. Le curé est le père Gabriel Pobelle[Quand ?].

## Économie
- Le village comptait un café (fermé depuis une vingtaine d'années).
- Aujourd'hui[Quand ?], le village ne compte plus qu'un restaurant : Le Rond-point.

## Culture locale et patrimoine

### Lieux et monuments

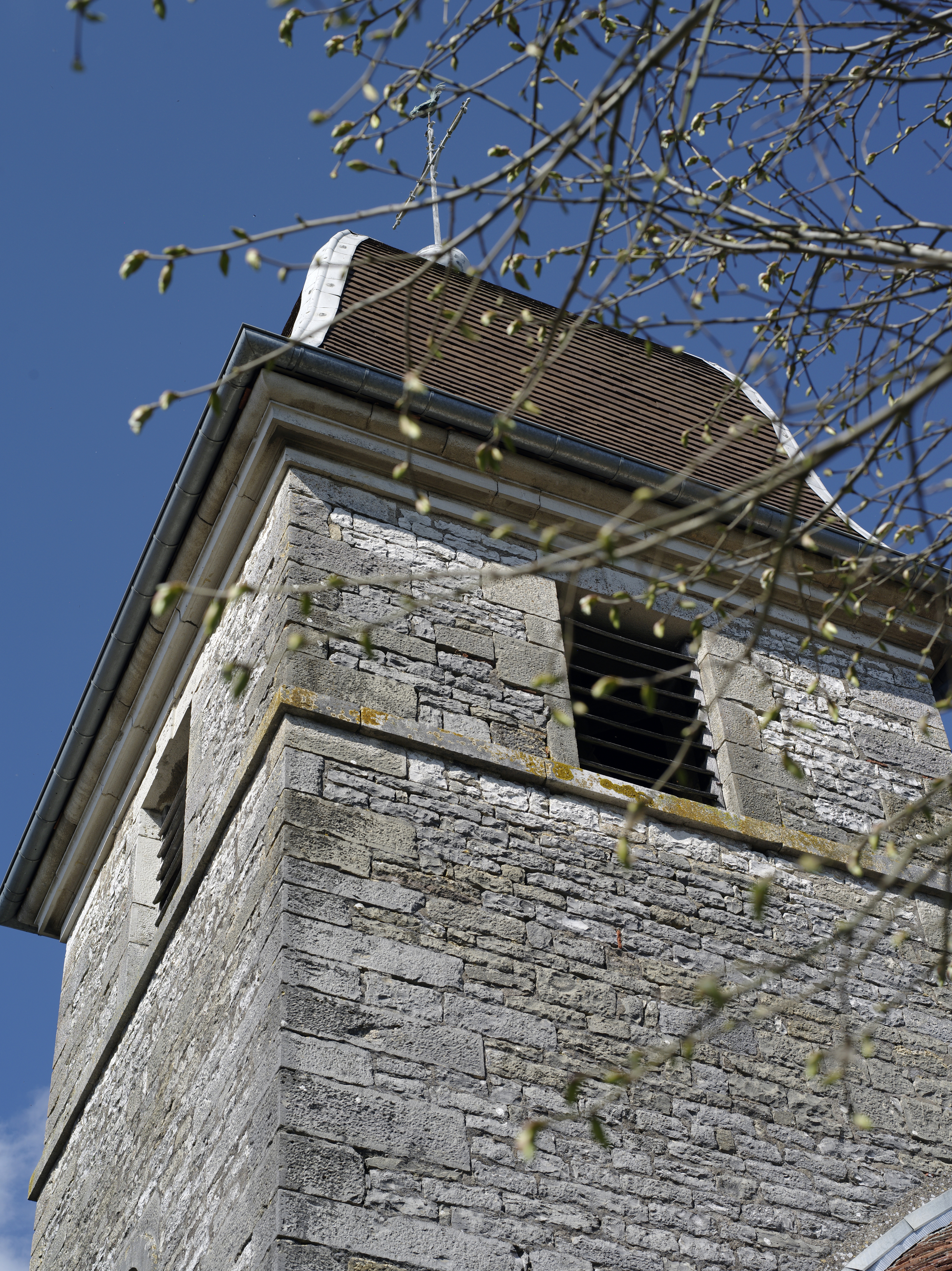
Le clocher de l'église.

- Église : l'église du XVIIIe siècle abrite une statue de saint Nicolas du XVIe, ainsi qu'un autel et un retable du XVIIIe siècle.
- Lavoir du village.
- De nombreux jolis corps de fermes ont disparu ou ont été restaurés comme dans toute la Haute-Saône.

### Personnalités liées à la commune
- Jean-Baptiste Brieux (1845-1881), missionnaire français de la Société des missions étrangères de Paris qui œuvra dans l'actuel diocèse de Kangding, aux Marches du Tibet, mort assassiné, y est né.

## Pour approfondir